# VDSL
VDSL (англ. Very high-speed Digital Subscriber Line — «сверхвысокоскоростная цифровая абонентская линия») — принадлежит к семейству технологий xDSL. Ее главное применение — цифровые абонентские линии, в которых требуется очень высокая скорость передачи от абонента в сеть. В решениях, основанных на VDSL, центральной точкой системы является специализированная, коммутирующая система, принимающая транслированные данные из источника (например, из оптико-волоконного кабеля), и следовательно используя классические, медные кабели, передающая данные целевому получателю. Правило работы технологии VDSL опирается на использовании широкого диапазона частот сигналов, посылаемых в медных кабелях, и четвертного умножения используемых диапазонов, с целью отделить частотные каналы. Нижней предельной частотой является 300 кГц (на практике принимается 350 кГц) в ситуации отсутствия необходимости передачи сигналов аналоговой телефонии. Верхний предел зависит от длины сегмента кабелей и может составлять от 30 МГц для кабеля, не превышающего 300 м, и до 10 МГц при 500-метровом кабеле.
Такие технические решения позволяют получить очень высокую пропускную способность, однако на относительно коротких отрезках кабелей:
- 56 Мбит/с на дистанции до 300 метров (на практике используются сегменты, не превышающие 200 м;
- 25 Мбит/с на дистанции 300—900 м;
- 10 Мбит/с на дистанции до 1500 м.

После превышения длины кабеля в 1500 м, пропускная способность, доступная по технологии VDSL, становится ниже, чем в случае использования технологии ADSL. По этой причине, на больших дистанциях решения, основанные на VDSL, не используются.
Расширением VDSL является технология, называемая VDSL2, в которой принято мультиплексирование вместе с делением частоты сигнала, и взят за основу полный диапазон до 30 МГц. Решение этого типа позволяет значительно умножить возможную пропускную способность, однако, подобно тому как в случае предшественника, на коротких дистанциях:
- 200 Мбит/с на дистанции, не превышающей 300 м (практически не превышает 200 м);
- 100 Мбит/с на дистанции 500 м;
- 50 Мбит/с на дистанции до 1000 м.

На дистанции от 1500 м и выше возможная пропускная способность близка к той, что доступна по технологии ADSL, и удерживается на данном уровне на дистанции до 4—5 км. Считается, что в будущем VDSL2 вытеснит ADSL с рынка. Однако наибольшим недостатком VDSL2 является необходимость использовать кабели высшей категории, с точно определенными физическими параметрами, особенно на кратчайших, двухсотметровых сегментах. Такие требования отчетливо повышают общую стоимость реализации VDSL2, и в небольших применениях ее экономическая значимость становится дискуссионной.